# Ecliptinae
Ecliptinae (Less., 1831) è una sottotribù di piante spermatofite dicotiledoni appartenenti alla famiglia Asteraceae (sottofamiglia Asteroideae, tribù Heliantheae).

## Etimologia
Il nome della sottotribù deriva dal suo genere tipo (Eclipta L.) che a sua volta deriva dalla parola greca "ekleipsis" o "ekleipo" il cui significato è "mancanza o carente"; alludendo al pappo minuto o a volte mancante.

Il nome scientifico della sottotribù è stato definito per la prima volta dal botanico tedesco Christian Friedrich Lessing (Syców, 1809 – Krasnojarsk, 1862) nella pubblicazione Linnaea; Ein Journal für die Botanik in ihrem ganzen Umfange. Berlin - 6: 153 edita a Berlino nel 1831.

## Descrizione
Le specie di questa sottotribù hanno un habitus arbustivo o erbaceo (con ciclo biologico sia annuo che perenne), ma possono presentarsi anche in forme di liane o alberi. Le altezze possono variare da 10 a 200 cm (25 metri in caso di alberi).
Le foglie lungo il caule normalmente sono disposte in modo opposto; possono essere sia picciolate che sessili o entrambi i casi. La lamina può avere la forma da lanceolata a ovata, ma si possono avere altre forme: cordate, deltate, ellittiche, rombiche o orbicolari. Il contorno è per lo più intero (senza lobi) oppure 1-2 palmato o pennato con bordi continui o dentati. Le facce sono sia glabre che pelose (spesso sono ispide e scabrose), oppure punteggiato-ghiandolose o stipitato-ghiandolose.
Le infiorescenze sono composte da capolini terminali, raramente in posizione ascellare; sono solitari o raggruppati in forme panicolate aperte o raramente congestionate in strutture corimbose. I capolini sono radiati, raramente discoidi, e sono formati da un involucro composto da diverse squame (o brattee) al cui interno un ricettacolo fa da base ai fiori di due tipi: quelli esterni del raggio e quelli più interni del disco. L'involucro ha una forma da campanulata a emisferica (raramente cilindrica). Le squame da 8 a 40 sono disposte su 1 - 7 serie; le forme possono essere lanceolate, lineari o orbicolate; alla base sono indurite, mentre gli apici hanno una consistenza erbacea, qualche volta anche fogliacea; le squame più interne possono essere più larghe e ampie e a consistenza cartacea. Il ricettacolo è da piatto a convesso (ma anche conico); generalmente è provvisto di pagliette a protezione della base dei fiori. I fiori del raggio da 3 a 40 (qualche volta sono assenti) sono femminili e fertili o qualche volta sono sterili e neutri. I fiori del disco da 4 a 200 sono ermafroditi, qualche volta sono funzionalmente maschili.
I fiori sono tetraciclici (a cinque verticilli: calice – corolla – androceo – gineceo) e pentameri (ogni verticillo ha 5 elementi). Le corolle sono provviste (o prive) di fibre con fasci vascolari. Le corolle dei fiori del raggio sono colorate di giallo-arancio, rosa, viola, rosso o marrone, a volte sono bianche.  Le corolle dei fiori del disco sono colorate di giallo-arancio, marrone, verde, rosa, rosso o viola; i tubi sono brevi e campanulati o cilindrici; i lobi sono 4 o 5 con forme da deltate a lanceolate.
L'androceo è formato da 5 stami (raramente 4) con filamenti liberi e antere nere (o scure) e libere o parzialmente saldate in un manicotto circondante lo stilo.
Il gineceo ha un ovario uniloculare infero formato da due carpelli.. Lo stilo è unico e bifido nella parte apicale (con due stigmi); possiede inoltre due fasci vascolari. Le linee stigmatiche sono marginali e divise. Gli apici degli stigmi possono essere papillosi e qualche volta anche con appendici papillose. Nei fiori del disco funzionalmente maschili gli stigmi dello stilo sono fusi.
I frutti sono degli acheni con pappo. Gli acheni dei fiori del raggio sono obcompressi e a sezione triangolare. Gli acheni dei fiori del disco cono compressi, biconvessi e qualche volta debolmente a sezione quadrata; sono neri e per lo più alati o con evidenti angoli; la superficie è glabra o moderatamente pubescente, talvolta la superficie è tubercolata con o senza elaiosomi. Il pappo può essere caduco o persistente; è formato da reste, setole o squame. Le reste possono essere inframezzate da squamelle, qualche volta le squamelle sono fuse alle reste e formano una corona (a volte a forma di rostro). Il pappo può anche essere assente.

## Distribuzione e habitat
Le specie di questo gruppo sono distribuite soprattutto nell'America Centrale e Sud America con alcune specie in Australia, nel Madagascar e nell'Indo-Pacifico. Gli habitat variano dalle zone subtropicali a quelle temperate.

## Tassonomia
La tassonomia di questo gruppo è ancora in fase di completamento. Da una circoscrizione iniziale fatta, in tempi relativamente recenti, da H. Robinson (1981) con 75 generi e oltre 600 specie si è arrivati all'attuale struttura (dimezzata) revisionata da Panero et al. (1999 e 2005) sulla base di studi di sequenze di DNA dei cloroplasti e comprendente 49 generi e circa 300 specie.

| Genere                                  | N. specie                                                  | Distribuzione                                         |
| --------------------------------------- | ---------------------------------------------------------- | ----------------------------------------------------- |
| Baltimora L., 1771                      | 2 spp.                                                     | Neotropicale                                          |
| Blainvillea Cass., 1823                 | 10 spp.                                                    | Pantropicale                                          |
| Calyptocarpus Less., 1832               | 2 spp.                                                     | USA, America Centrale e Cuba                          |
| Clibadium L., 1771                      | 24 spp.                                                    | Neotropicale                                          |
| Damnxanthodium Strother, 1987           | 1 sp. (D. calvum (Greenm.) Strother )                      | Messico (occidentale)                                 |
| Delilia Spreng., 1823                   | 2 spp.                                                     | America Tropicale e Isole Galapagos                   |
| Dimerostemma Cass., 1817                | circa 26 spp.                                              | America del Sud                                       |
| Eclipta L., 1771                        | 5 spp.                                                     | America e Australia (naturalizzate in altre zone)     |
| Elaphandra Strother, 1991               | 14 sp.                                                     | Panama, Ande Tropicali e Sud America                  |
| Eleutheranthera Poit. ex Bosc., 1802    | 2 spp.                                                     | Neotropicale (naturalizzate nel Vecchio Mondo)        |
| Exomiocarpon Lawalree, 1943             | 1 sp. (E. madagascariense (Humbert) Lawalree )             | Madagascar                                            |
| Fenixia Merr., 1917                     | 1 sp. (F. pauciflora Merr )                                | Filippine                                             |
| Hoffmanniella Schltr. ex Lawalree, 1900 | 1 sp. (F. sylvatica Schltr. ex Lawalree )                  | Africa (tropicale occidentale)                        |
| Idiopappus H. Rob. & Panero, 1994       | 1 sp. (I. quitensis H. Rob. & Paner)                       | Ecuador                                               |
| Iogeton Strother, 1991                  | 1 sp. (I. nowickeamus (D'Arcy) Strother )                  | Panama                                                |
| Jefea Strother, 1991                    | 5 sp.                                                      | Messico e Guatemala                                   |
| Kingianthus H. Rob., 1978               | 2 sp.                                                      | Ecuador e Perù                                        |
| Lantanopsis C. Wright ex Griseb., 1862  | 3 sp.                                                      | Cuba                                                  |
| Lasianthaea DC., 1836                   | 12 sp.                                                     | America del Nord e del Centro                         |
| Leptocarpha DC., 1836                   | 1 sp. (L. rivularis DC.)                                   | Cile                                                  |
| Lipochaeta DC., 1836                    | 20 sp.                                                     | Hawaii                                                |
| Lundellianthus H. Rob., 1978            | 8 sp.                                                      | America Centrale                                      |
| Melanthera Rohr, 1792                   | 20 sp.                                                     | Pantropicale                                          |
| Monactis Kunth, 1818                    | 10 sp.                                                     | Ecuador e Perù                                        |
| Oblivia Strother, 1989                  | circa 3 sp.                                                | Panama e Ande Tropicali                               |
| Otopappus Benth., 1873                  | 14 sp.                                                     | America Centrale                                      |
| Oyedaea DC., 1836                       | 18 sp.                                                     | America Centrale e del Sud                            |
| Pascalia Ortega, 1797                   | 2 sp.                                                      | Sud America                                           |
| Pentalepis F. Muell., 1863              | circa 3 sp.                                                | Australia                                             |
| Perymeniopsis H. Rob., 1978             | 1 sp. (P. ovalifolia (A. Gray) H. Rob.)                    | Messico (orientale)                                   |
| Perymenium Schrad., 1830                | circa 43 sp.                                               | Neotropicale                                          |
| Plagiolophus Greenm., 1904              | 1 sp. (P. millspaughii Greenm.)                            | Yucatán (centrale)                                    |
| Podanthus Lag., 1816                    | 2 sp.                                                      | Cile Centrale                                         |
| Rensonia S.F. Blake, 1923               | 1 sp. (R. salvadorica S.F. Blake )                         | America Centrale                                      |
| Riencourtia Cass., 1827                 | circa 6 spp.                                               | Neotropicale, Sud America Orientale                   |
| Schizoptera Turcz., 1873                | 1 sp. (S. peduncularis S.F. Blake )                        | Ecuador                                               |
| Sphagneticola O. Hoffm., 1900           | 4 spp.                                                     | Pantropicale                                          |
| Steiractinia S.F. Blake, 1915           | 12 spp.                                                    | America del Sud (parte settentrionale)                |
| Synedrella Gaertn., 1791                | 1 sp. (S. nodiflora Gaertn.)                               | Neotropicale (avventizia in alcune regioni tropicali) |
| Synedrellopsis Hieron. & Kuntze, 1898   | 1 sp. (S. grisebachii Hieron. & Kuntze )                   | Argentina, Bolivia e Paraguay                         |
| Tilesia G. Mey., 1818                   | 3 spp.                                                     | Foreste tropicali umide dell'America                  |
| Trigonopterum Hook. f., 1828            | 1 sp. (T. laricifolium (Hook. f.) W.L. Wagner & H. Rob. )  | Isole Galapagos                                       |
| Tuberculocarpus Pruski, 1996            | 1 sp. (T. ruber (Aristeg.) Pruski )                        | Venezuela                                             |
| Tuxtla Villasenor & Strother, 1989      | 1 sp. (T. pittieri (Greenm.) Villasenor & Strother )       | Messico e Costa Rica                                  |
| Wamalchitamia Strother, 1991            | 4 sp.                                                      | America Centrale                                      |
| Wedelia Jacq., 1760                     | circa 110 spp.                                             | Pantropicale                                          |
| Wollastonia DC. ex Decne, 1834          | 1 sp. (W. biflora (L.) DC. = Melanthera biflora (L.) Wild) | Regioni della costa Indo-Pacifica                     |
| Zexmenia La Llave & Lex., 1824          | 2 spp.                                                     | America Centrale                                      |
| Zyzyxia Strother, 1991                  | 1 sp. (Z. lundellii (H. Rob.) Strother )                   | Messico e Belize                                      |

Il numero cromosomico delle specie di questa sottotribù varia da 2n = 20 a 2n = 66 (2n = 24 sembra essere il valore più comune).

### Sinonimi
L'entità di questa voce ha avuto nel tempo diverse nomenclature. L'elenco seguente indica alcuni tra i sinonimi più frequenti:
- Clibadiinae H.Rob., 1978
- Enceliinae  Panero
- Engelmanniinae  Stuessy 
- Spilanthinae  Panero 
- Verbesininae  Bentham e Hooker f. 
- Zinniinae  Bentham e Hooker f.

## Alcune specie

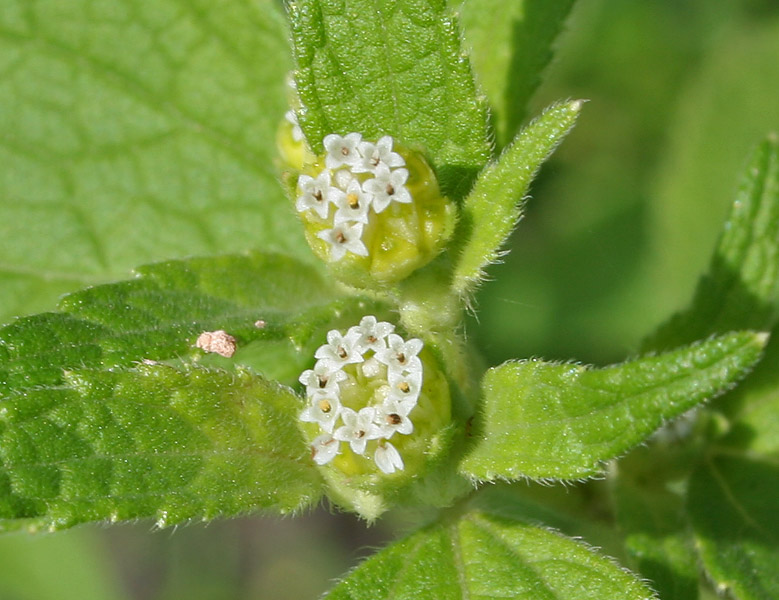
Blainvillea acmella
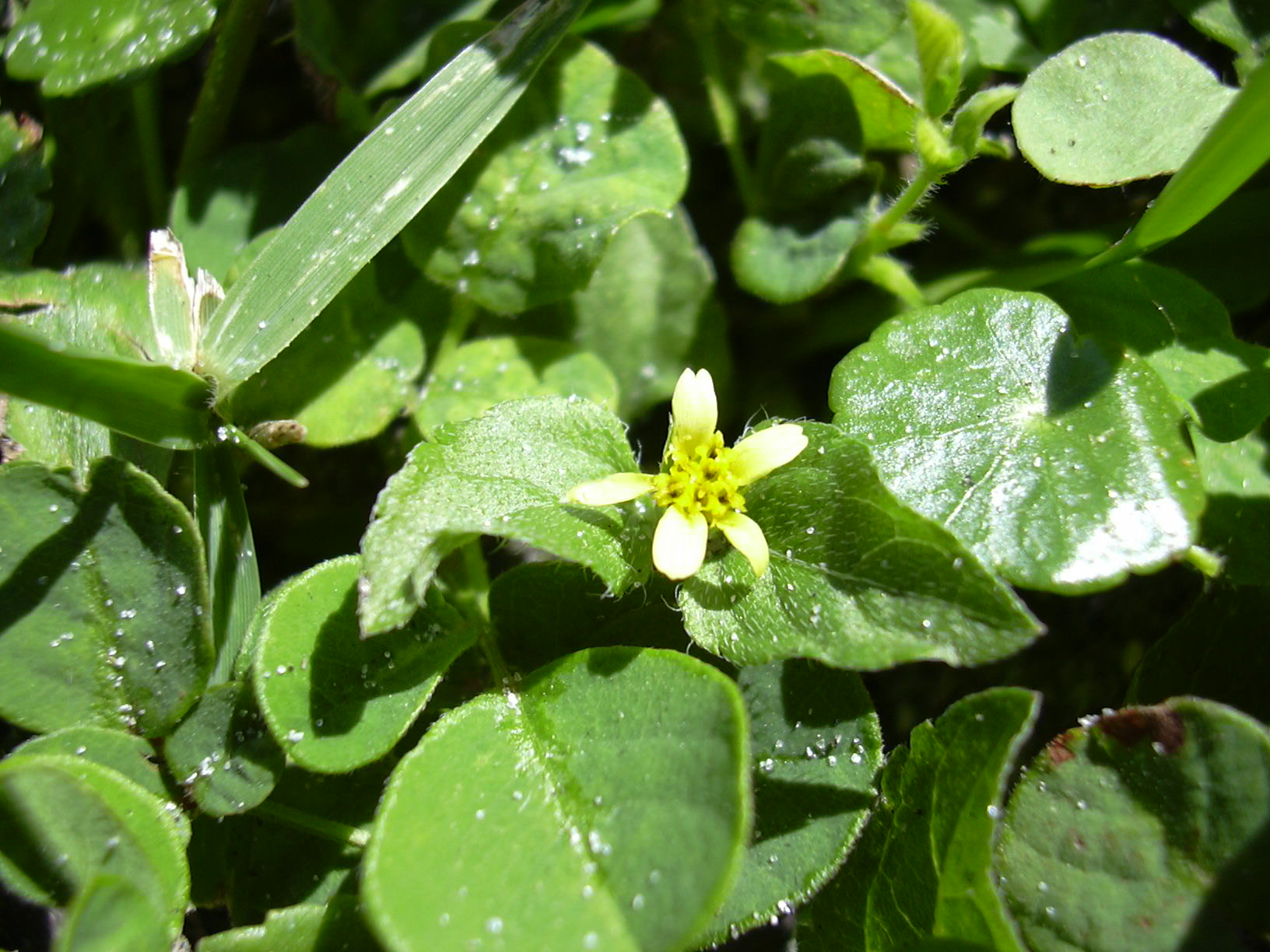
Calyptocarpus vialis
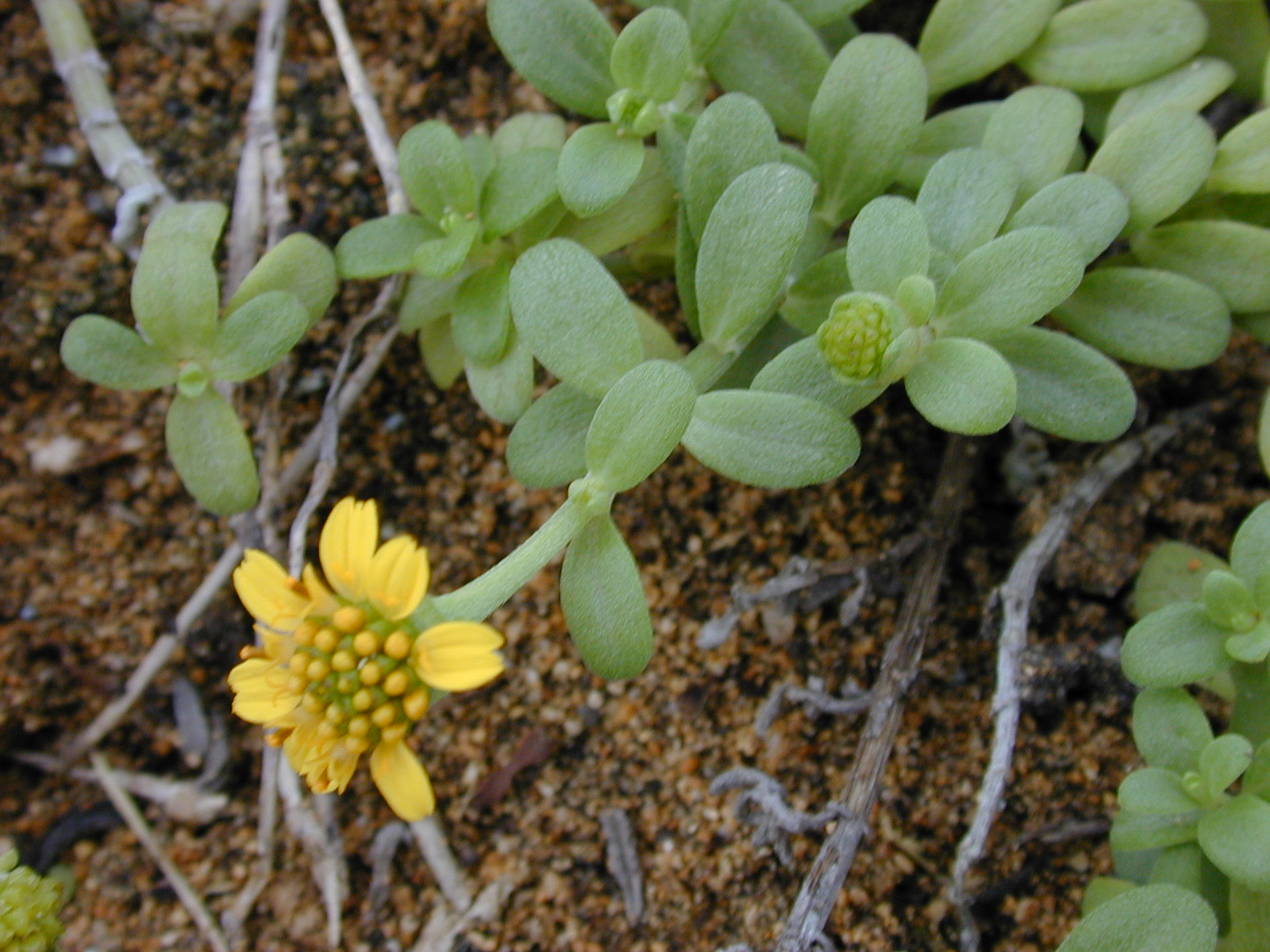
Melanthera integrifolia
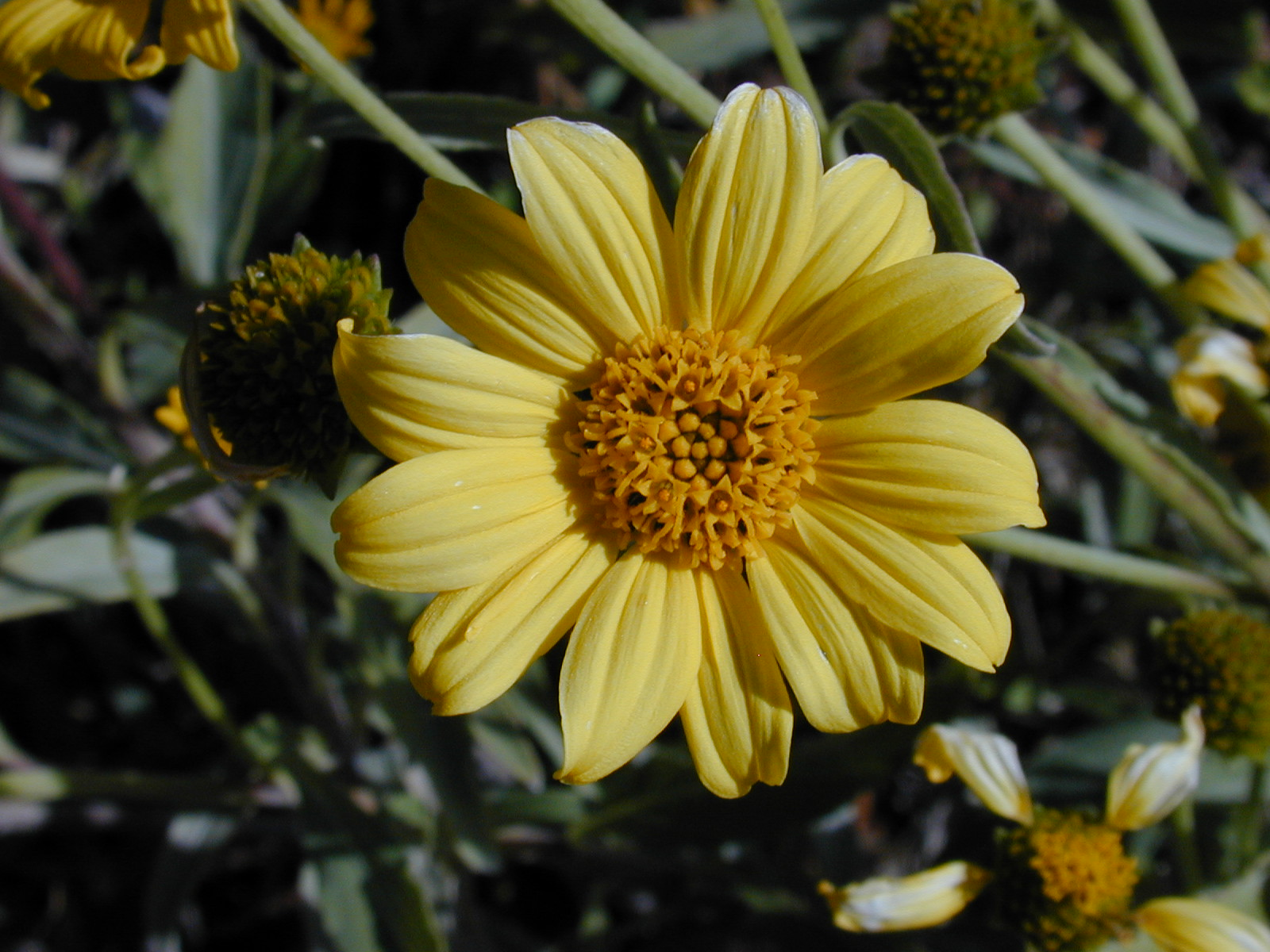
Lipochaeta lobata
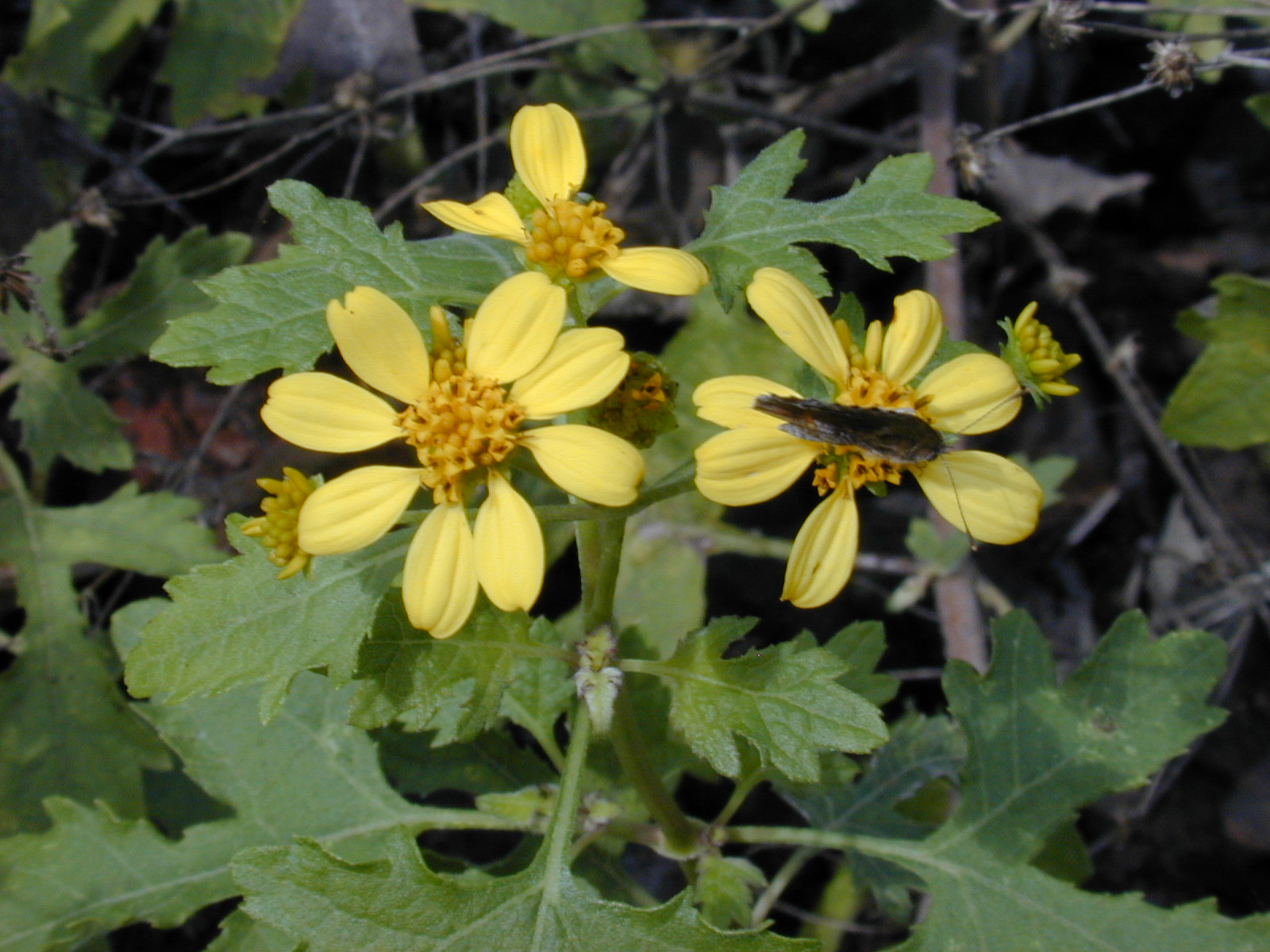
Lipochaeta rockii
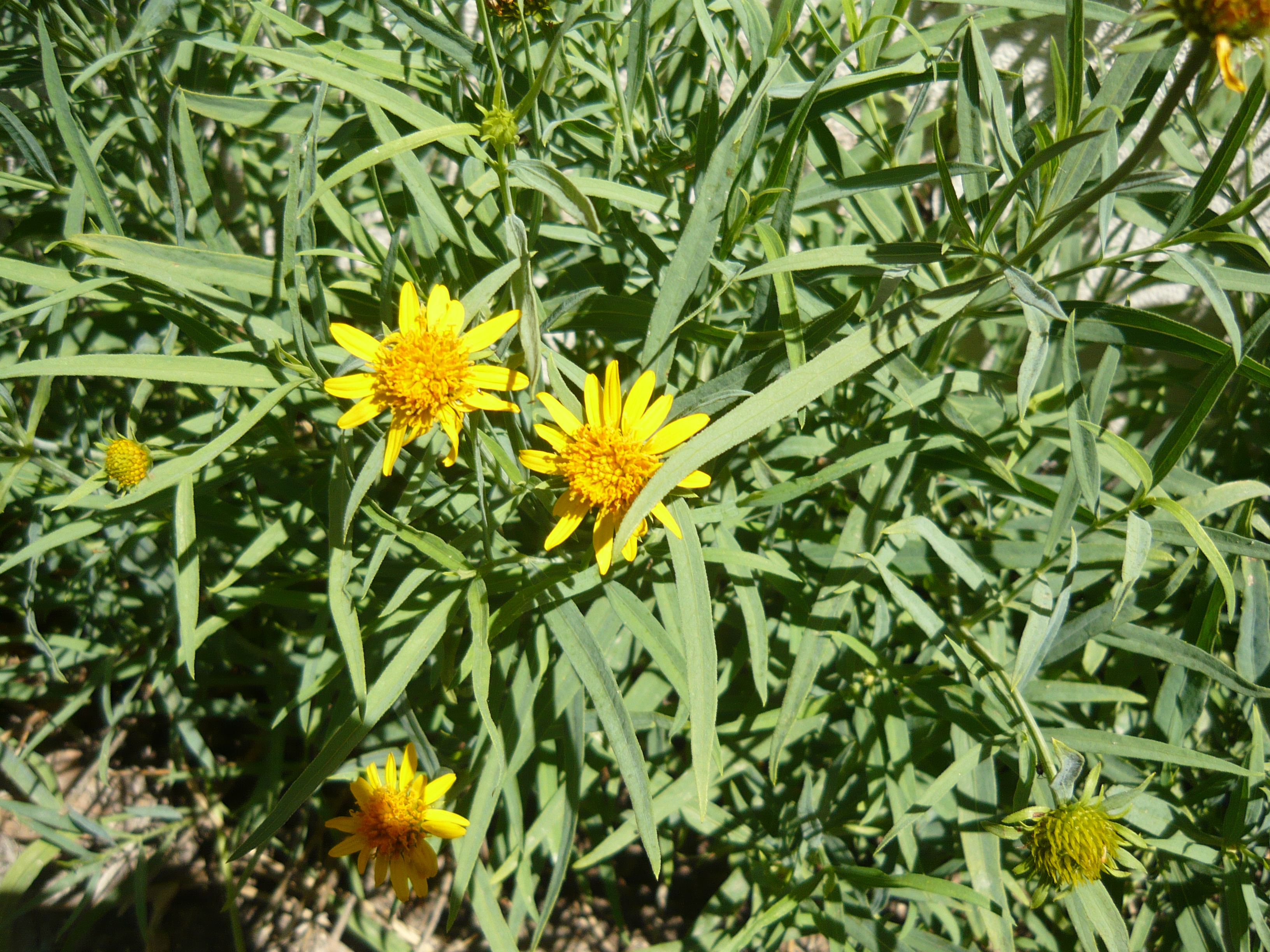
Wedelia glauca
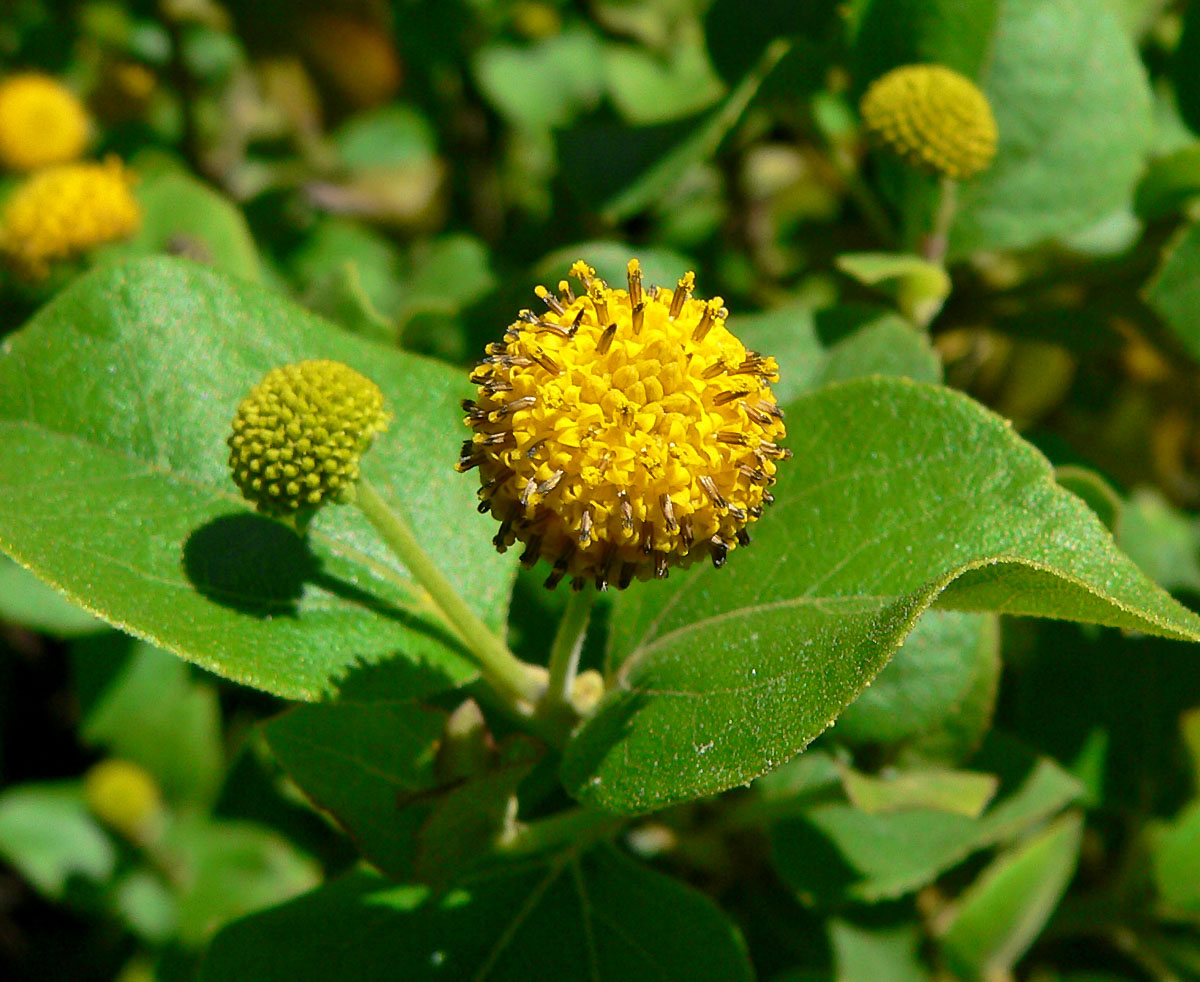
Podanthus ovatifolius
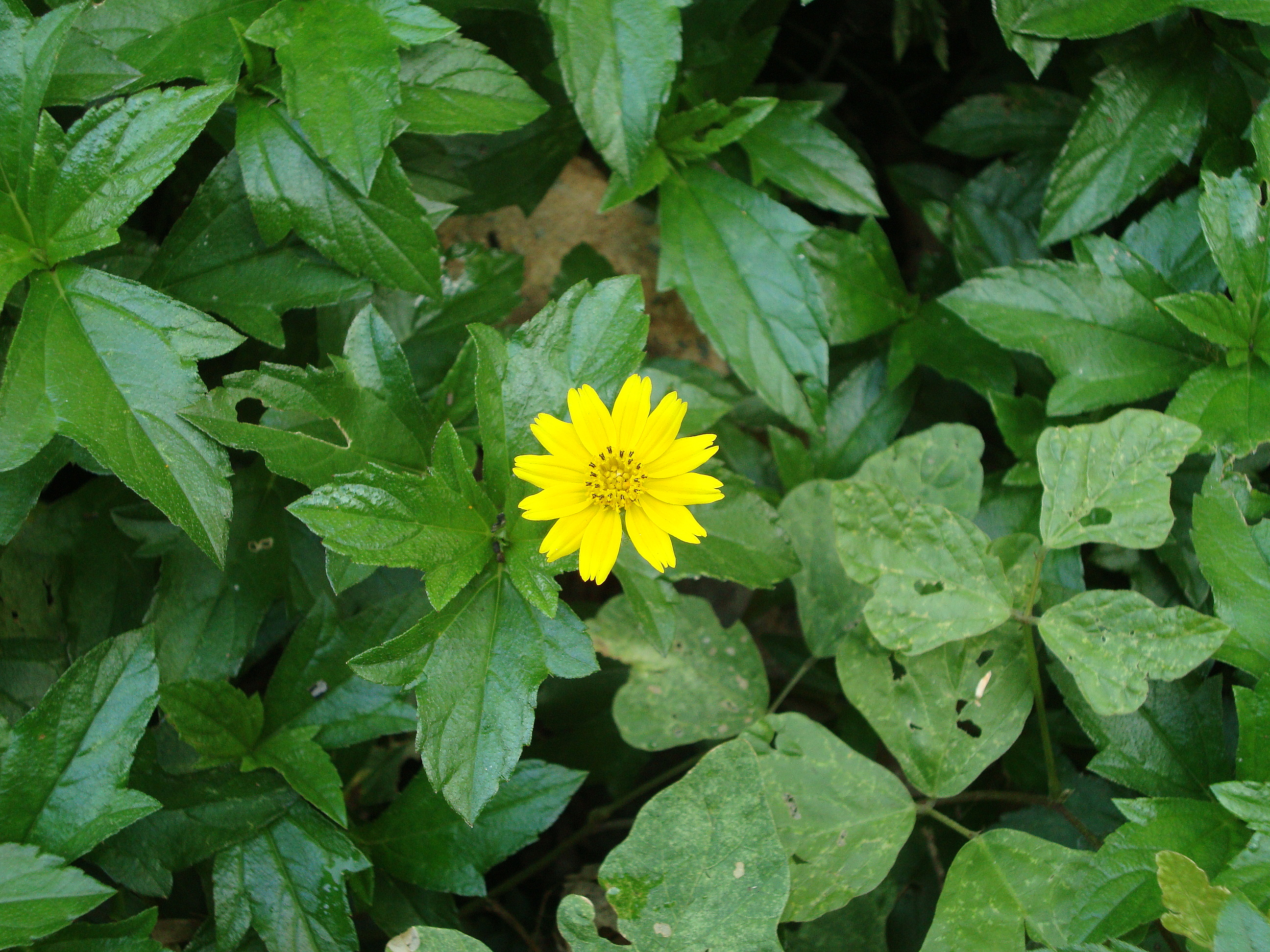
Sphagneticola calendulacea
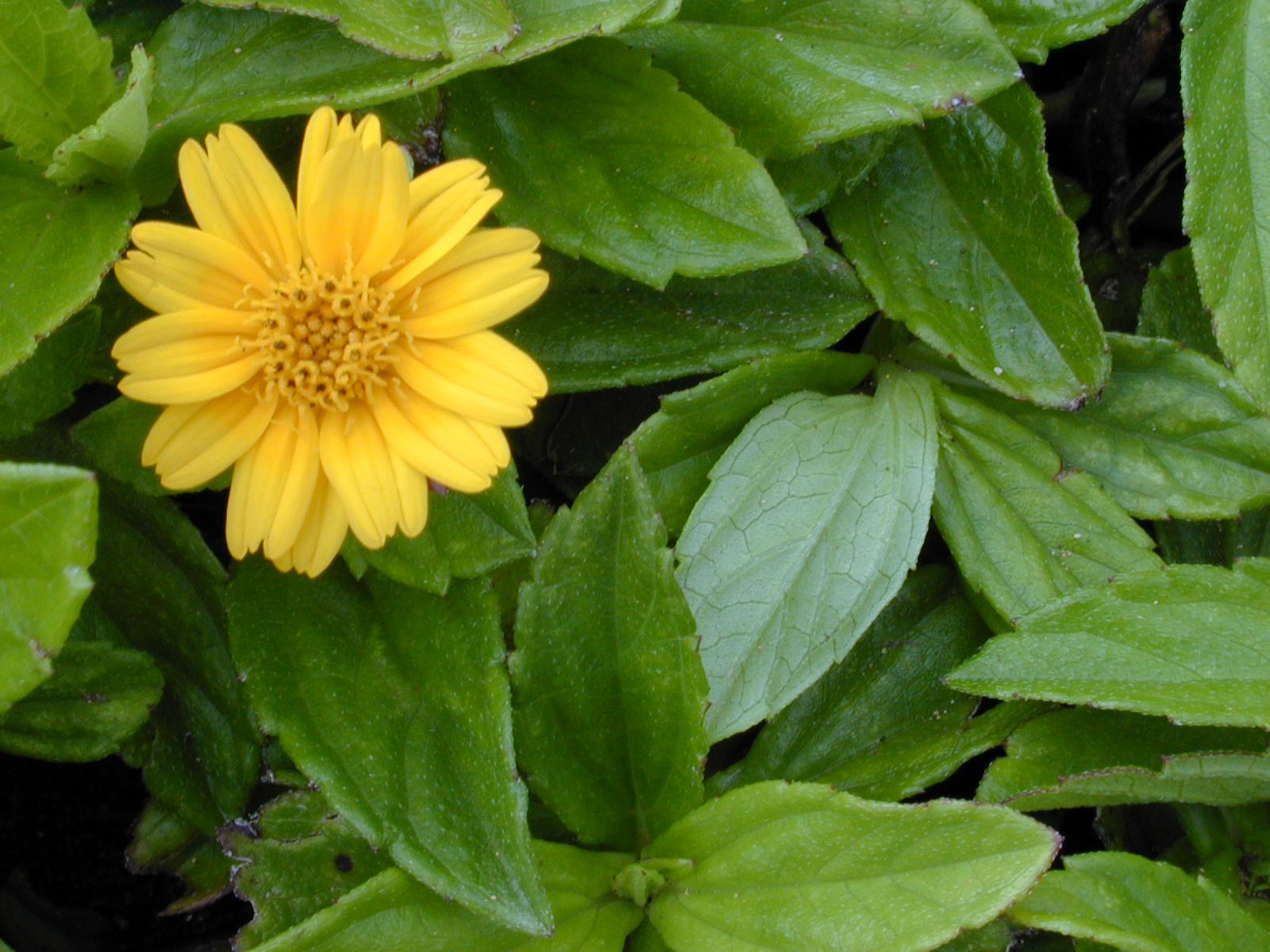
Sphagneticola trilobata
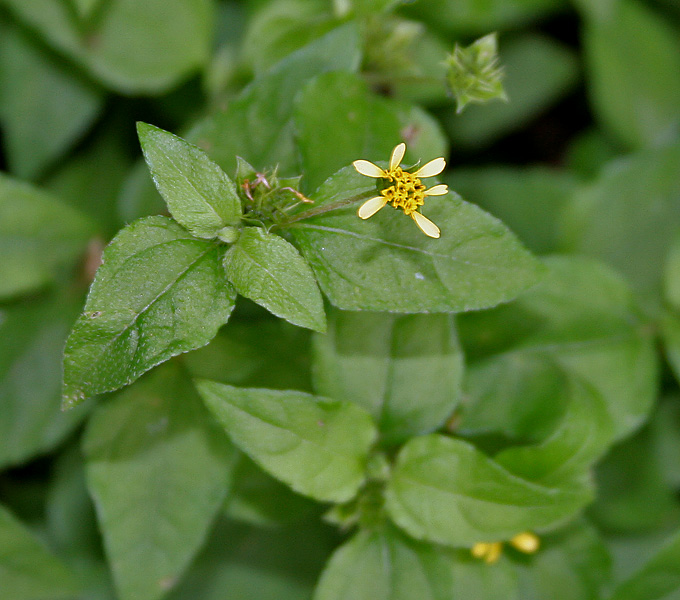
Synedrella nodiflora
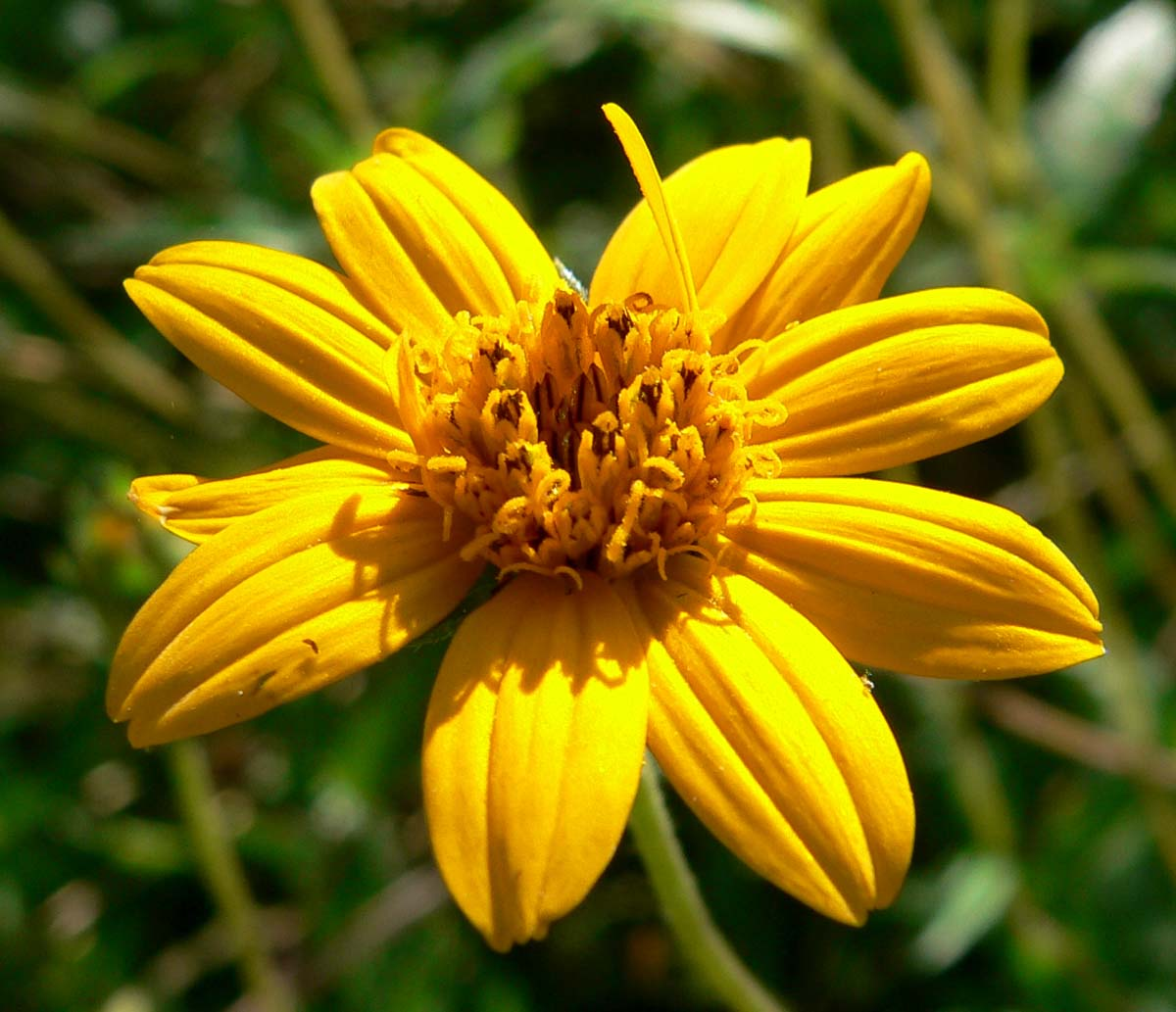
Wedelia hispida
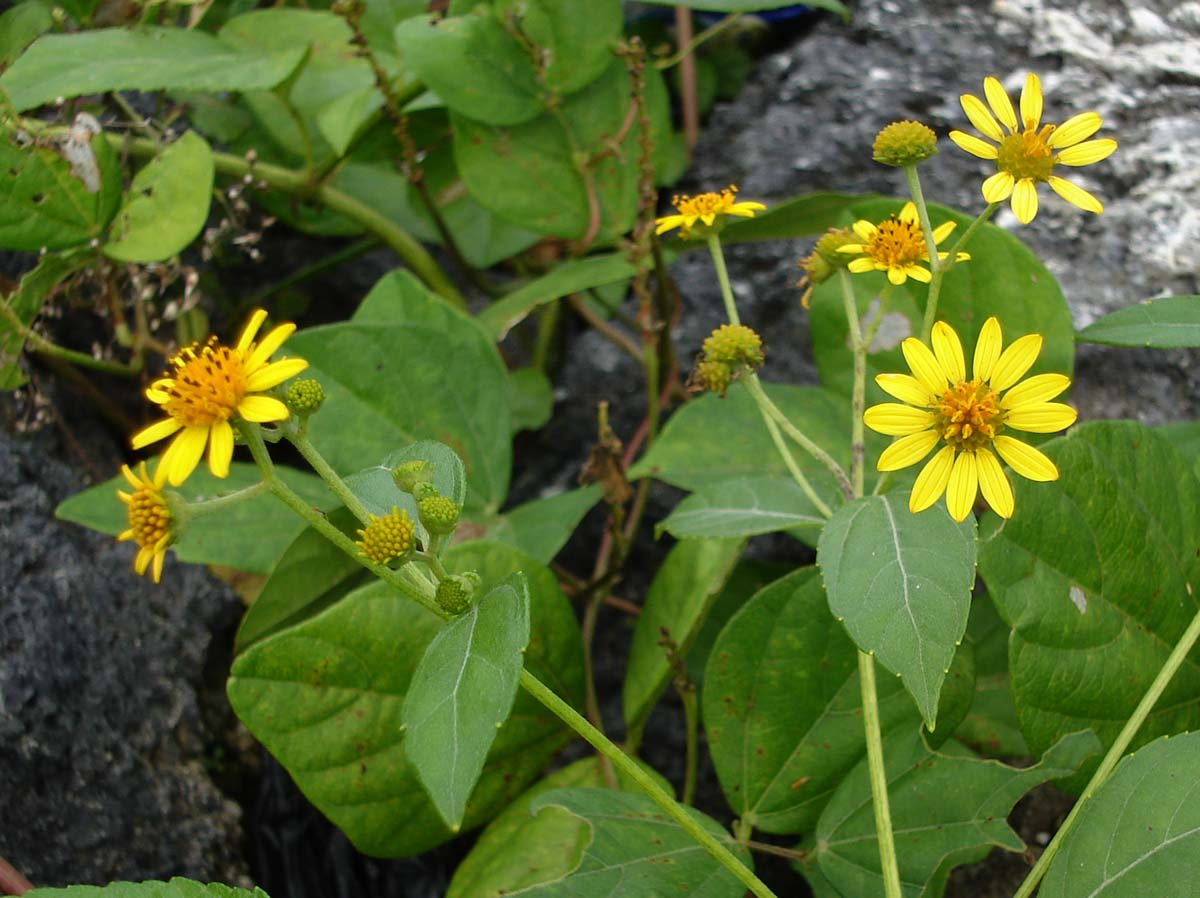
Wollastonia biflora